# Čataj
Čataj (deutsch Schattein, ungarisch Csataj) ist eine Gemeinde im Okres Senec innerhalb des Bratislavský kraj in der Slowakei.

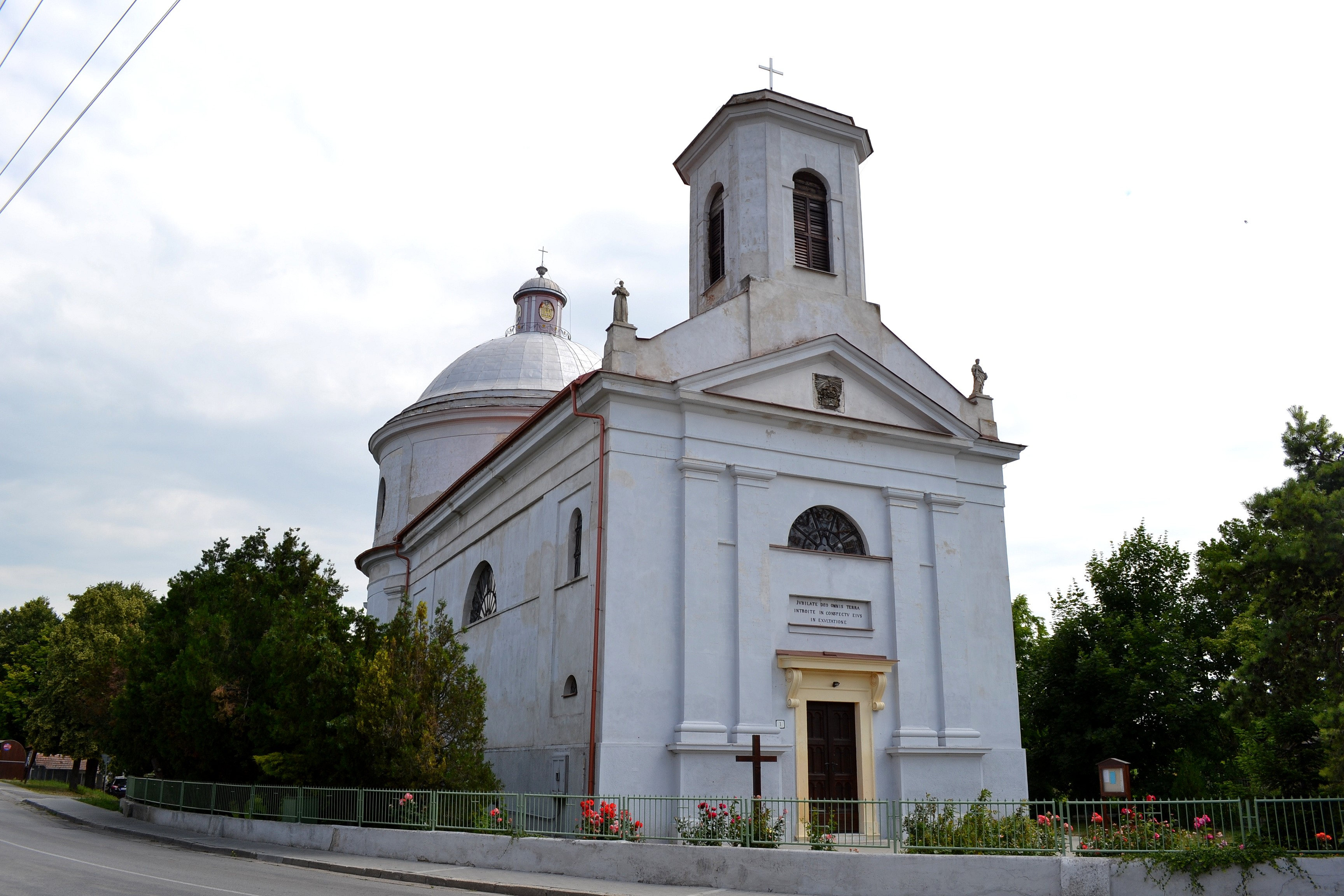
St.-Margareten-Kirche

## Geographie
Der Ort liegt im Donautiefland am Bach Vištucký potok, 10 km nordöstlich der Stadt Senec und 19 km südwestlich von Trnava gelegen.

## Geschichte
Im heutigen Katastralgebiet wurden mehrere Funde aus der Stein- und Bronzezeit gefunden sowie aus der Zeit des Großmährens. Der Ort wurde zum ersten Mal 1244 als villa Chatey schriftlich erwähnt und gehörte den örtlichen Edelmanns-Familien. Im 14. Jahrhundert kam es zu einem Zuzug deutscher Kolonisten und seit dieser Zeit bis zum 18. Jahrhundert gehörte sie zu den Grafen von St. Georgen, dann zum Herrschaftsgut von Königseiden.
Bis 1918 lag der Ort im Komitat Pressburg im Königreich Ungarn, danach kam er zur neu entstandenen Tschechoslowakei.

## Bevölkerung
| Jahr:                | 1994. | 2004.   | 2014.    | 2024.   |
| -------------------- | ----- | ------- | -------- | ------- |
| Anzahl der Personen: | 952   | 972     | 1154     | 1191    |
| Unterschied:         |       | +2,10 % | +18,72 % | +3,20 % |

| Jahr:                | 2023. | 2024.   |
| -------------------- | ----- | ------- |
| Anzahl der Personen: | 1210  | 1191    |
| Unterschied:         |       | -1,57 % |

## Kultur
- Siehe auch: Liste der denkmalgeschützten Objekte in Čataj